# Amursk
Amursk (rusky Аму́рск) je město v Chabarovském kraji v Ruské federaci. Při sčítání lidu v roce 2010 měl bezmála třiačtyřicet tisíc obyvatel.

## Poloha
Amursk leží na západním břehu Amuru přibližně 45 kilometrů jižně od Komsomolsku na Amuru. Od Chabarovsku, správního střediska kraje, je vzdálen přibližně 230 kilometrů severně.

## Dějiny
Moderní sídlo zde začalo vznikat v padesátých letech dvacátého století, kdy zde byla postavena celulózka. Za oficiální datum založení se považuje 19. červen 1958, kdy sídlo získalo status sídlo městského typu.
Od roku 1973 je Amursk městem.